# Acanthogonatus mulchen
Acanthogonatus mulchen is een spinnensoort in de taxonomische indeling van de bruine klapdeurspinnen (Nemesiidae).
Acanthogonatus mulchen werd in 1995 beschreven door Goloboff.